# Џони Браво
Џони Браво (енгл. Johnny Bravo) америчка је анимирана телевизијска серија коју је створио Ван Партибл за Cartoon Network. Џони Браво, настао по узору на Елвиса Преслија и Џејмса Дина, је плавокоси и мишићави младић који носи наочаре за сунце, живи са мајком и покушава да наведе жене да изађу са њим.
Серија је постала веома популарна због свог хумора за одрасле, као и референцама на поп-културу. Била је номинована за четири награде Еми. Фраза коју Џони често изговара, Whoa Mama, постала је изузетно позната. Серија је изнедрила неколико стрипова, играчака, мајица и видео-игара.

## Радња
Радња прати Џонија Брава, мишићавог и нарцисоидног женскароша. Џонију често праве његова мајка Бани и интелигентна девојчица по имену Сузи.

## Улоге
| Глумац        | Улога           |
| ------------- | --------------- |
| Џеф Бенет     | Џони Браво      |
| Бренда Вакаро | Бани Браво      |
| Меј Витман    | Мала Сузи       |
| Том Кени      | Карл Кринисвикс |
| Лари Дрејк    | Попс            |

## Епизоде
| Сезона | Сезона    | Епизоде | Епизоде | Оригинално емитовање | Оригинално емитовање |
| Сезона | Сезона    | Епизоде | Епизоде | Премијера            | Финале               |
| ------ | --------- | ------- | ------- | -------------------- | -------------------- |
|        | 1.        | 13      | 13      | 5. март 1995.        | 15. децембар 1997.   |
|        | 2.        | 22      | 22      | 2. јул 1999.         | 28. јануар 2000.     |
|        | 3.        | 17      | 17      | 11. август 2000.     | 14. јун 2002.        |
|        | Специјали | 2       | 2       | 7. децембар 2001.    | 14. фебруар 2003.    |
|        | 4.        | 13      | 13      | 20. фебруар 2004.    | 27. август 2004.     |